# 느릅나무
느릅나무(영어: Elm)는 장미목 느릅나무과의 식물이다. 학명은 Ulmus davidiana var. japonica이다.

## 특징

### 잎
잎은 어긋나고 거꾸로 된 달걀 모양이며 끝이 뾰족하고 가장자리에 겹톱니가 있다. 앞면은 풀색이고 뒷면은 연한 풀색이다. 뒷면에 거친 털이 있어 까끌까끌하다.

### 꽃과 열매
4월에 잎이 나기 전에 잎겨드랑이에서 자잘한 옅은 풀색 꽃이 모여 핀다. 열매는 6월에 여무는데 둥글납작하며 둘레에 날개가 달린 시과이다. 

### 수피
나무껍질은 짙은 회갈색이고 세로로 불규칙하게 갈라진다.

## 생태
겨울에 잎이 지는 큰키나무다. 20~30m쯤 자라며 동북아시아에 분포한다. 한국의 경우 온대 북부 지방의 산기슭에 분포해 있다. 일본의 경우 벼농사 지역이 계속 확장됨에 따라 서식지가 많이 사라졌으면서도 많은 수의 느릅나무가 젊은 충적토에 위치한 숲 늪지대에 분포한다.

## 가까운 종
- 당느릅나무(U. davidiana) - 열매에 털이 나 있다.
- 혹느릅나무(U. davidiana var. japonica for. suberosa) - 코르크 돌기가 가지에 발달해 있다.

## 쓰임새
느릅나무 뿌리의 껍질은 유근피(楡根皮)라고 하며 항암 및 염증 치료에 좋고 비염, 축농증 등 코질환에 특히 효과가 있다. 또 관절 기능을 좋게하고 소변을 잘 나가게 한다. 스트레스와 불면증 해소에도 효과적이다.